# Busam jezik
Busam jezik (ISO 639-3: bxs), nigersko-kongoanski jezik uže zapadnomomoske podskupine, kojim govori 1 490 ljudi (2000) u kamerunskoj provinciji Northwest. Glavna su im sela Bifang, Ambambo i Dinku
Srodan je jezicima ambele [ael] i atong [ato] s kojim čini zapadnu momo podskupinu.

## Vanjske poveznice
- Ethnologue  (14th)
- Ethnologue  (15th)